# Axel Brüggemann
Axel Brüggemann (* 19. Dezember 1971 in Bremen) ist ein deutscher Musikjournalist und Publizist.

## Leben
Nach dem Abitur studierte Brüggemann Geschichte, Kunstgeschichte und Musikwissenschaft an der Albert-Ludwigs-Universität Freiburg und arbeitete als Journalist unter anderem für die Welt und die Frankfurter Rundschau. 2001 wechselte er als Musikredakteur zur Welt am Sonntag. Dort wurde er 2004 Textchef. Von 2006 bis 2008 übernahm er die Chefredaktion des Klassik-Magazins Crescendo.
Außerdem arbeitet Brüggemann als Publizist und schreibt für unterschiedliche Medien. Er war Kolumnist der Hörzu und ist Mitarbeiter der Frankfurter Allgemeinen Sonntagszeitung, des Stern und des Cicero.
Außerdem arbeitet er als Drehbuchautor, Regisseur und Moderator für ZDF, 3sat, Arte, verschiedene ARD-Anstalten und Sky. Von ihm sind unter anderem die Filme Heintje, Henze, Nina Hagen (WDR), Beethovens Bestseller – Für Elise (Arte), Mozarts Vermächtnis – Die Zauberflöte (Arte), Peter und der Wolf – Geschichte eines Welterfolges (Arte), Der Ringkämpfer. Liebe, Macht und Geld bei Richard Wagner (Sky) und Der Heilige und der Papst – Rolando Villazon auf den Spuren von Franziskus (ZDF). Er hat das Drehbuch für 30 Jahre Silvestergala für das ZDF geschrieben, moderiert die Folle Journeé und andere Klassik-Veranstaltungen für Arte und trat in Götz Alsmanns Nachtmusik als Backstagereporter auf, außerdem ist er Mitglied der Ratejury der Fernsehsendung Ich trage einen großen Namen (SWR). Des Weiteren entwickelt Brüggemann zahlreiche Fernseh-Formate wie Stars von Morgen mit Rolando Villazón. 2016 sendeten ZDF/Arte die von ihm konzipierte Reihe Epochen der Musikgeschichte, wo er in der letzten Folge (Die Moderne) auch Regie führte. Brüggemann moderierte für Sky die achtteilige Sendung Art in the City auf den Spuren der Streetart. Außerdem entwickelte er das Konzept für die Live-Übertragungen von den Bayreuther Festspielen für Sky, die er auch moderiert. Für Bayreuth – die Show wurde er 2018 für den Grimme-Preis nominiert. 2019 erhielt Axel Brüggemann den Bayerischen Fernsehpreis in der Kategorie Kultur für seine Moderation und das Buch für Bayreuth – die Show.
2006 kritisierte Brüggemann zunächst unter eigenem Namen im Magazin Park Avenue die Berliner Philharmoniker und ihren Chefdirigenten Sir Simon Rattle. Das Orchester habe keinen „deutschen Klang“ mehr, andere könnten besser „in Schwarz-Rot-Gold“ musizieren. Drei Wochen später schrieb Brüggemann, diesmal unter dem Pseudonym „Fabian Bremer“, einen weiteren Artikel mit derselben Stoßrichtung in der Frankfurter Allgemeinen Sonntagszeitung, was von vielen kritisiert wurde.
Brüggemann kümmert sich besonders um die Vermittlung klassischer Musik: 2007 entwickelte und produzierte Brüggemann die CD-Reihe der Kleine Hörsaal, in der Kinder Klassik-Stars treffen, und die im selben Jahr mit dem Echo Klassik ausgezeichnet wurde. Nachdem er eine Mozart-Biografie für Kinder geschrieben hatte, erschien 2010 das Buch Wie Krach zu Musik wird (Beltz) und 2013 seine Wagner-Biografie Genie und Wahn für Jugendliche im selben Verlag. Seit 2008 moderiert Brüggemann die Public Viewings der Bayreuther Festspiele, seit 2012 regelmäßig die Kino-Übertragungen aus Bayreuth.
In seinem Buch Wir holen uns die Politik zurück (2009) hat Brüggemann seine Visionen für mehr bürgerliches Engagement, eine transparentere Politik und mehr Dialog zwischen Politikern und Wählern entwickelt – unter anderem wirft er die Frage auf, ob ein Obama auch in Deutschland denkbar wäre.
2011 veröffentlichte Brüggemann das Buch Landfrust – Ein Blick in die deutsche Provinz, in dem er in einem Roman, in Essays und Reportagen die Probleme der deutschen Provinz thematisiert. Brüggemanns These ist, dass wir das Landleben romantisieren, während wir es abschaffen: Kirchen, Schulen, Tante-Emma-Läden werden geschlossen, das Leben auf dem Land verroht, und die Dörfer drohen zu den neuen Gettos der Nation zu werden.
Brüggemann hat mehrere Bücher gemeinsam mit Klassik-Künstlern geschrieben, unter anderem mit dem Pianisten Rudolf Buchbinder Der letzte Walzer und mit dem Dirigenten Franz Welser-Möst Als ich die Stille fand: Ein Plädoyer gegen den Lärm der Welt.
Seit 2019 arbeitet Brüggemann auch als Moderator für Klassik Radio, wo er unter anderem die Show Brüggemanns Begegnungen hat, die auch als Podcast erscheint.
Am 3. Oktober 2021 fand die Premiere seiner Dokumentation Wagner, Bayreuth und der Rest der Welt beim Filmfest Hamburg statt. Darin wirft er einerseits einen Blick hinter die Kulissen der Bayreuther Festspiele, versucht aber auch Wagners Wirkung auf die Menschen in Bayreuth sowie dem Rest der Welt auf die Spur zu kommen. 2022 wurde der Film für den Deutschen Dokumentarfilmpreis nominiert.
Im August 2022 hatte die Performance „Neun, neun, neun“ Premiere beim Beethovenfest Bonn, die Axel Brüggemann gemeinsam mit dem Komponisten Moritz Eggert konzipiert und geschrieben hat, ein Stück, das sich auf vielen Ebenen mit der Relevanz der Klassik beschäftigt. Dirk Kaftan hat das Beethovenorchester Bonn zur Uraufführung dirigiert.
Seit Februar 2022 führt Brüggemann wöchentlich im Podcast „Alles klar, Klassik?“ durch das aktuelle Kultur- und Musikgeschehen.
Brüggemann verwies in seiner Crescendo-Kolumne und in Artikeln für den Tagesspiegel oder den Standard mehrfach auf die Beziehungen des Dirigenten Teodor Currentzis zu Wladimir Putin und ihm nahe stehenden Oligarchen, die den russischen Überfall auf die Ukraine finanzieren. Auf Grund seiner Recherchen trat der Intendant des Konzerthauses Wien, Matthias Naske, von seinem Amt in der MusicAeterna Stiftung zurück. Außerdem verzichteten sowohl das Konzerthaus Wien als auch die Philharmonie in Köln anschließend auf Auftritte von Teodor Currentzis. Außerdem wies Brüggemann auf die verschlossene Kommunikationspolitik des SWR hin, dessen Orchester Currentzis dirigiert. Im Zusammenhang mit diesen Äußerungen wurde Brüggemanns SWR-Kolumne 2023 mit der Begründung beendet, dass er die Gesamtleiterin des SWR Symphonieorchesters, Sabrina Haane, „herabgewürdigt“ habe.
2023 erschien Brüggemanns Buch Die Zwei-Klassik-Gesellschaft im Buchverlag der Frankfurter Allgemeinen Zeitung. Darin wirbt Brüggemann für eine Erneuerung der Musikkultur auf vielen Ebenen. Brüggemann fordert eine Streitkultur zwischen den Generationen, um die Musik in die Zukunft zu führen. Dem Rezensenten Stefan Kiechle überzeugte das Buch nicht: „Das Buch ist recht journalistisch gemacht, mit schnellen Urteilen, teilweise auch eher von oben herab. [...] In der Analyse ist es für Nichtfachleute noch recht informativ, in der Innovation hält es das Versprechen des Untertitels nicht ein und bleibt ähnlich ratlos wie die ganze Branche.“
Im April 2024 hat Axel Brüggemann die Klassik-Website BackstageClassica gegründet, auf der Nachrichten, Essays und Reportagen aus der Welt der Klassik erscheinen.

## Schriften
- Die Interviews, Das Opernglas, Hamburg 2000.
- Charlotte. Die besten Kolumnen der Hörzu, Ehrenwirth, München 2004.
- Nikolaus Harnoncourt – Mozart Dialoge (Hrsg. Johanna Fürstauer), Residenz Verlag, Wien 2005.
- Wagners Welt oder wie Deutschland zur Oper wurde, Bärenreiter, Kassel 2006.
- Der kleine Hörsaal (Kinder-Klassik-Reihe mit Hilary Hahn, Thomas Quasthoff, Christian Thielemann, Katharina Wagner), Deutsche Grammophon, Berlin 2007.
- Wir holen uns die Politik zurück, Eichborn, Frankfurt am Main 2009.
- Wer war Mozart? Jacoby & Stuart, Verlagshaus Jacoby & Stuart, Berlin 2009. ISBN 978-3-941087-52-1
- Wie Krach zur Musik wird. Eine Musikgeschichte für Jugendliche (mit Gastbeiträgen von Daniel Barenboim, Thomas Quasthoff, Daniel Hope u. a.), Beltz&Gelberg, Weinheim 2010.
- Landfrust – Ein Blick in die deutsche Provinz, Kindler/Rowohlt, Reinbek bei Hamburg 2011 ISBN 978-3-463-40592-6
- Genie und Wahn – Das Leben des Richard Wagner, Beltz & Gelberg, Weinheim 2013.
- Der letzte Walzer, Rudolf Buchbinder, notiert von Axel Brüggemann, Amalthea, Wien 2020.
- Als ich die Stille fand: Ein Plädoyer gegen den Lärm der Welt, Franz Welser-Möst, notiert von Axel Brüggemann, Brandstätter, Wien 2020, ISBN 978-3-7106-0454-6.
- Die Zwei-Klassik-Gesellschaft: Wie wir unsere Musikkultur retten, F.A.Z. Buch, Frankfurt 2023, ISBN 978-3-96251-159-3

## Filme
- Wagner, Bayreuth und der Rest der Welt – 94 Min., Kinofilm, ARD/Naxos u. a. 2021 (Buch und Regie)[15]
- Porn Culture – 6 × 52 Min., Sky, 2019 (Regie und Autor)
- Mythos Carmen – 52 Min., ZDF/arte, 2018 (Regie und Autor)
- Der Rhein – Strom der Musik – 52 Min., WDR/arte, 2017 (Autor)
- Der Ringkämpfer – Richard Wagner – 52 Min., SKY 2017 (Autor, Regie)
- Bayreuth die Show – 320 Min., Sky 2017 (Autor, Moderator)
- Art in the City – 6 × 30 Min., Sky (Autor und Moderator) 2016/17
- Epochen der Musikgeschichte – 4 × 90 Min., ZDF/arte, 2016 (Regie und Autor der Folge „die Moderne“, Konzept der gesamten Reihe)
- Der Heilige und der Papst – Eine Reise auf den Spuren des Heiligen Franziskus – 52 Min., ZDF, 2016 (Autor)
- Englands heimliche Hymne – Land of Hope and Glory – 52 Min., NDR/arte, 2016 (Autor)
- Peter und der Wolf – Geschichte eines Welterfolgs – 52 Min., MDR/arte, 2014 (Autor)
- Stars von Morgen, Serie – 52 Min., arte (Konzept und Autor) seit 2014
- Die Zauberflöte – Mozarts Vermächtnis – 52 Min., ZDF/arte, 2013 (Autor)
- Für Elise – Beethovens Bestseller – 52 Min. WDR/arte (Autor), 2012
- Heintje, Henze, Nina Hagen – Die Musik der Bundesrepublik – 32 Min., WDR, 2010
- Ein philharmonisches Vergnügen – die Berliner Philharmoniker zu Silvester – 90 Min., ZDF, 2009
- Die schönsten Opern aller Zeiten –  90 Min. 3sat, 2009 (Autor und Moderation)

## Auszeichnungen
- 2019 Bayerischer Fernsehpreis in der Kategorie Kultur und Bildung als Moderator und Autor der Show Bayreuther Festspiele 2018 – Lohengrin und Bayreuth – Die Show.

## Belege
1. ↑  YouTube: Ausschnitt aus der Backstage-Kolumne mit Axel Brüggemann
2. ↑  Alexandra Maria Dielitz: Rezension im BR. 30. März 2020, abgerufen am 8. Oktober 2020.
3. ↑  Julia Schölzl: Rezension des Bayerischen Rundfunks. 11. August 2020, abgerufen am 10. August 2020.
4. ↑  Klassik Radio. Abgerufen am 8. Oktober 2020.
5. ↑  Soptify-Podcast. Abgerufen am 8. Oktober 2020.
6. ↑  NDR: "Wagner, Bayreuth und der Rest der Welt": Premiere in Hamburg. Abgerufen am 1. November 2021.
7. ↑  Teodor Currentzis: Der umstrittene Maestro. In: Der Tagesspiegel Online. ISSN 1865-2263 (tagesspiegel.de [abgerufen am 11. Dezember 2023]).
8. ↑  Russland unterwandert heimische Klassikszene: Falsche Töne für Putin. Abgerufen am 11. Dezember 2023 (österreichisches Deutsch).
9. ↑  Wiener Konzerthaus: Teodor Currentzis "pausiert vorerst", viele Stars kommen. 21. März 2023, abgerufen am 11. Dezember 2023.
10. ↑  Kölner Philharmonie sagt Konzert mit Currentzis ab. 4. Oktober 2022, abgerufen am 11. Dezember 2023 (deutsch).
11. ↑  9punkt - Die Debattenrundschau vom 14.09.2023 | Constantin Schreiber will sich nicht mehr zum Islam äußern. Abgerufen am 15. September 2023.
12. ↑  deutschlandfunkkultur.de: Axel Brüggemann über sein Buch "Die ZweiKlassik-Gesellschaft". Abgerufen am 11. Dezember 2023.
13. ↑  Stimmen der Zeit 2024, Heft 6, S. 474.
14. ↑  BackstageClassical
15. ↑  Wagner, Bayreuth und der Rest der Welt. Internet Movie Database, abgerufen am 28. Juli 2024.

| Personendaten    | Personendaten                           |
| ---------------- | --------------------------------------- |
| NAME             | Brüggemann, Axel                        |
| ALTERNATIVNAMEN  | Bremen, Fabian (Pseudonym)              |
| KURZBESCHREIBUNG | deutscher Musikjournalist und Publizist |
| GEBURTSDATUM     | 19. Dezember 1971                       |
| GEBURTSORT       | Bremen                                  |